# Kubuś Puchatek i miododajne drzewo
Kubuś Puchatek i miododajne drzewo (ang. Winnie the Pooh and the Honey Tree) – amerykański krótkometrażowy film animowany z 1966 roku w reżyserii Wolfganga Reithermana na dwóch pierwszych rozdziałów powieści dla dzieci Kubuś Puchatek A.A. Milne’a. Pierwszy film The Walt Disney Company o Kubusiu Puchatku. Ostatnia animacja wyprodukowana osobiście przez Walta Disneya, który wkrótce zmarł w grudniu 1966 roku. W filmie pojawiają się wszystkie postacie oprócz Prosiaczka i Tygrysa .

## Fabuła
W Stumilowym Lesie żyje chłopiec Krzyś ze swymi zabawkami. Jedna z nich, pluszowy miś Kubuś Puchatek nabiera ochoty na miód. Jednak jego zapasy są puste, dlatego jego celem jest drzewo z pszczelim ulem. Drzewo jest za wysokie, więc Kubuś udaje się do Krzysia, mieszkającego na skraju Stumilowego Lasu z prośbą o balonik. W błotnym kamuflażu Kubuś, jako deszczowa chmura, dociera do ula, ale pszczoły domyślają się podstępu i atakują misia. Wobec tego Kubuś odwiedza swego zwierzęcego przyjaciela – Królika, by posilić się u niego miodem. Królik niechętnie go gości w swej norze i wkrótce Kubuś opróżnia jego spiżarnię. Jednak od jedzenia utył i zaklinował się w wejściu nory. Królik wobec tego biegnie po Krzysia.
W tym samym czasie inne zwierzęta – pan Sowa i Gofer – próbują pomóc Kubusiowi, ale na przeszkodzie stoi brak ich porozumienia. Będący na miejscu Krzyś stwierdza, że jedynym wyjściem jest poczekanie, aż Puchatek schudnie, ku niezadowoleniu Królika, gdyż musi używać tylnych drzwi. Po jakimś czasie Kubuś traci na wadze tyle, że może się wydostać. Krzyś i reszta jego zabawek – pluszowi osioł Kłapouchy, Kangurzyca i jej syn Maleństwo – wspólnymi siłami wyciągają misia go tak mocno, że Kubuś szybuje wprost do drzewa i tam utyka. Kubusiowi to nie przeszkadza, ponieważ ma swobodny dostęp do miodu pszczół.

## Obsada
- Sterling Holloway – Kubuś Puchatek
- Sebastian Cabot – Narrator
- Bruce Reitherman – Krzyś
- Junius Matthews – Królik
- Hal Smith – Sowa
- Howard Morris – Gofer
- Ralph Wright – Kłapouchy
- Barbara Luddy – Kangurzyca
- Clint Howard – Maleństwo

## Premiera
Kubuś Puchatek i miododajne drzewo miał premierę 4 lutego 1966 roku jako krótkometrażowy dodatek do filmu Brzydki jamnik. W tej wersji był dystrybuowany również w Wielkiej Brytanii. Jesienią 1966 roku Disney wznowił animację w Stanach Zjednoczonych jako dodatek do filmu The Fighting Prince of Donegal. W związku ze swą popularnością Kubuś Puchatek i miododajne drzewo został lokalnie wznowiony w 1967 roku jako dodatek do filmu Robin Crusoe na rajskiej wyspie w Spokane oraz jako dodatek do filmu The Adventures of Bullwhip Griffin w Filadelfii.
Film wydano ponowne jako część pełnometrażowych Przygód Kubusia Puchatka 11 marca 1977 roku. W grudniu 2011 roku reżyser Kubusia i przyjaciół Don Hall ujawnił, że planowano wznowić Kubuś Puchatek i miododajne drzewo w kinach w wersji odświeżonej z zrekonstruowaną usuniętą sceną, lecz zrezygnowano z tych planów.